# Taiwan Open
Taiwan Open byl profesionální tenisový turnaj žen hraný v tchajwanské metropoli Tchaj-pej. Od sezóny 2016 se řadil do kategorie WTA International jako jediná tchajwanská událost v nejvyšší úrovni profesionálního ženského i mužského tenisu. V roce 2017 se uskutečnil na tvrdých kurtech areálu s krytým centrálním dvorcem Taipei Arena pro 10 tisíc diváků. Poslední ročník 2018 proběhl na krytých dvorcích s tvrdým povrchem tchajpejské arény Taipei Heping Basketball Gymnasium.
Rozpočet události, hrané v únorovém termínu, činil 250 000 amerických dolarů. Do soutěže dvouhry nastupovalo třicet dva tenistek a čtyřhry se účastnilo šestnáct párů. Ředitelem turnaje byl Stephen Duckitt.
V kalendáři okruhu WTA Tour nahradil v roce 2016 třetí nejdéle hranou událost dané kategorie PTT Thailand Open v Pattayi. Po odehrání ročníku 2015 byl thajský turnaj ukončen.
V sezóně 2017 došlo ke změně dějiště, když se turnaj přesunul z areálu Yangming Tennis Center v Kao-siungu, ležícího na jihozápadě ostrova do metropole Tchaj-peje. Kapacita centrálního dvorce, kaosiungského jedenáctikurtového areálu, činila 5 000 diváků. Dvorce měly tvrdý povrch DecoTurf. Zároveň se snížil půlmilionový rozpočet na 250 tisíc dolarů. V roce 2018 se pak turnaj v Tchaj-peji přestěhoval do moderní arény Taipei Heping Basketball Gymnasium.
V kalendáři okruhu 2019 byl nahrazen únorovým Thailand Open v thajském Hua Hinu.

## Přehled finále

### Dvouhra
| Rok  | vítězka           | finalistka         | výsledek |
| 2016 | Venus Williamsová | Misaki Doiová      | 6–4, 6–2 |
| 2017 | Elina Svitolinová | Pcheng Šuaj        | 6–3, 6–2 |
| 2018 | Tímea Babosová    | Kateryna Kozlovová | 7–5, 6–1 |

### Čtyřhra
| Rok  | vítězky                      | finalistky                        | výsledek           |
| 2016 | Čan Chao-čching Čan Jung-žan | Eri Hozumiová Miju Katová         | 6–4, 6–3           |
| 2017 | Čan Chao-čching Čan Jung-žan | Lucie Hradecká Kateřina Siniaková | 6–4, 6–2           |
| 2018 | Tuan Jing-jing Wang Ja-fan   | Nao Hibinová Oxana Kalašnikovová  | 7–6(7–4), 7–6(7–5) |